# Mainaguri
Mainaguri is een census town in het district Jalpaiguri van de Indiase staat West-Bengalen.

## Demografie
Volgens de Indiase volkstelling van 2001 wonen er 27.086 mensen in Mainaguri, waarvan 51% mannelijk en 49% vrouwelijk is. De plaats heeft een alfabetiseringsgraad van 75%.